# Florisvaldo Rosan
Florisvaldo Rosan, mais conhecido como Rosan (São Jose do Rio Preto, 17 de maio de 1937 — Nova Aliança, 23 de março de 2015) foi um futebolista brasileiro que atuava como goleiro.
Teve passagem marcante por clubes do estado de São Paulo, principalmente na Ferroviária de Araraquara, da qual se tornou ídolo.

## Carreira
Iniciou a carreira aos 12 anos, defendendo as cores do Aliança F.C, onde permaneceu como titular por seis temporadas.
Aos 18 anos assinou seu primeiro contrato profissional, em 1955, com o Rio Preto Esporte Clube e defendeu essa agremiação por um ano.
Chegou a Ferroviária em 1957, para ser reserva de Fia, lenda na meta grená. Rosan foi conquistando a condição de titular e disputou um bom Campeonato Paulista em 1958, sendo pretendido por vários clubes do eixo Rio-São Paulo ao final da competição. No ano seguinte, ajudou o clube a alcançar o 3º lugar na classificação final, até hoje a melhor campanha da história do clube no Campeonato, e foi eleito pelos editores da Revista do Esporte como um dos melhores da competição. Em 1960, participou da excursão à África e à Europa, na qual a Ferroviária esteve perto de trazer o moçambicano Eusébio, o Rei Africano do Futebol.
Rosan foi o quarto goleiro que mais vezes atuou pelo time de Araraquara, acumulando 142 jogos.
Convocado para a Seleção Paulista para a disputa do Campeonato Brasileiro de Seleções, em 1960, foi reserva de Gilmar.
Foi vendido para o Palmeiras em 1961, em negociação que o Verdão cedeu ainda o lateral-direito Ismael Mafra e os atacantes Jurandir e Parada. Estreou em 30 de janeiro em amistoso contra o Dínamo Bucaresti. No clube não teve muitas oportunidades e, um dia, recebeu um chute no rosto e fraturou o maxilar. Ao todo fez 37 partidas, atuando até o maio de 1962.
Como os dois principais goleiros do Santos (Láercio e Gylmar) estavam nos treinos da Seleção Brasileira para Copa do Mundo e Silas encontrava-se sem condições de jogo, foi emprestado ao clube, onde estreou em 31 de março de 1962, em amistoso contra a Portuguesa, no Canindé. Faria somente mais uma partida pelo clube.
Em Ribeirão Preto, novamente foi titular em um dos maiores times da história do Comercial, entre 1965 e 1966.
Passou ainda pela Prudentina e America do Rio.
Seu último time foi o União Bandeirante de Bandeirantes-PR, onde foi vice-campeão paranaense na edição de 1971, e aposentou em 1972, aos 34 anos.
Após deixar os gramados, Rosan foi empresário do ramo de material de construção.

## Morte
Rosan faleceu no dia 23 de março de 2015, aos 77 anos de idade, em Nova Aliança-SP. Ele sofria de câncer no intestino, diagnosticado em setembro de 2014.